# Давид (місто)
Давид (ісп.: San José de David) - місто, розташоване на заході Панами. Засноване в 1602 році. Адміністративний центр провінції Чирикі. Населення 124 500 чоловік. Через місто проходить Панамериканське шосе.

## Економіка
Давид є третім за величиною містом Панами. Це - одне з найіндустріалізованіших міст в країні і є центром виробництва важкої промисловості, комунікацій і високої технологій. Через місто ведеться активна торгівля з сусідньою Коста-Рикою та іншими країнами Центральної Америки. Місто пов'язане з іншою частиною країни Панамериканське шосе. Є міжнародний аеропорт. Добре розвинений туризм.

## Місцезнаходження і географія
Давид розташований на прибережній рівнині в центральній частині провінції Чирикі між тихоокеанським узбережжям і горами Кордильєр. Через місто проходить річка Давид впадає в Чирикі. На північ від міста, за 40 км, знаходиться бездіяльний вулкан Бару, що є також найвищою горою в Панамі. У східній частині затоки Чирикі Тихого океану знаходиться острів Койба на якому розташований Національний морський парк. За 30 км на захід від міста проходить кордон з  Коста-Рикою. Від столиці Панами до Давида 434 км.

### Клімат
Місто знаходиться у зоні екваторіального клімату. Найтепліший місяць — березень з середньою температурою 28.5 °C (83.3 °F). Найхолодніший місяць — жовтень, з середньою температурою 26.3 °С (79.3 °F).
| Клімат Давида           | Клімат Давида | Клімат Давида | Клімат Давида | Клімат Давида | Клімат Давида | Клімат Давида | Клімат Давида | Клімат Давида | Клімат Давида | Клімат Давида | Клімат Давида | Клімат Давида | Клімат Давида |
| Показник                | Січ.          | Лют.          | Бер.          | Квіт.         | Трав.         | Черв.         | Лип.          | Серп.         | Вер.          | Жовт.         | Лист.         | Груд.         | Рік           |
| Абсолютний максимум, °C | 36,8          | 37,3          | 37,5          | 38            | 36,4          | 35,6          | 35,4          | 34,5          | 33,4          | 33,2          | 34            | 35,2          | 35,6          |
| Середня температура, °C | 26,9          | 27,8          | 28,5          | 28,3          | 27,4          | 27            | 26,8          | 26,7          | 26,5          | 26,3          | 26,3          | 26,4          | 27,1          |
| Абсолютний мінімум, °C  | 16,5          | 17,5          | 17,8          | 19,5          | 20,5          | 20,5          | 19,8          | 17            | 18,5          | 20            | 18            | 17            | 18,6          |
| Норма опадів, мм        | 20            | 20            | 40            | 90            | 280           | 340           | 230           | 330           | 430           | 350           | 290           | 60            | 2550          |
| Вологість повітря, %    | 67.7          | 62.6          | 62.4          | 69.6          | 79.5          | 81.1          | 80.5          | 81.1          | 82.1          | 83.8          | 82.8          | 75.5          | 75.7          |
| ----------------------- | ------------- | ------------- | ------------- | ------------- | ------------- | ------------- | ------------- | ------------- | ------------- | ------------- | ------------- | ------------- | ------------- |
| Джерело: Weatherbase    |               |               |               |               |               |               |               |               |               |               |               |               |               |

## Внутрішнє розташування
Щільність населення Давида досить низька, більшість сімей, живе в окремих одноповерхових будинках. Більшість районів у місті, включаючи центральний, діловий район представлені кількома висотними будівлями. Лише кілька готелів, банків, казино, та житлових будинків досягають висоти двох-п'яти поверхів. Найпрестижніші райони розташовуються в північній і північно-західній стороні міста. Там же розташовується комерційний центр міста. Оскільки провінція Чирикі продовжує набувати популярності у туристів, у місті продовжує розвиватися туристична інфраструктура .

## Зображення

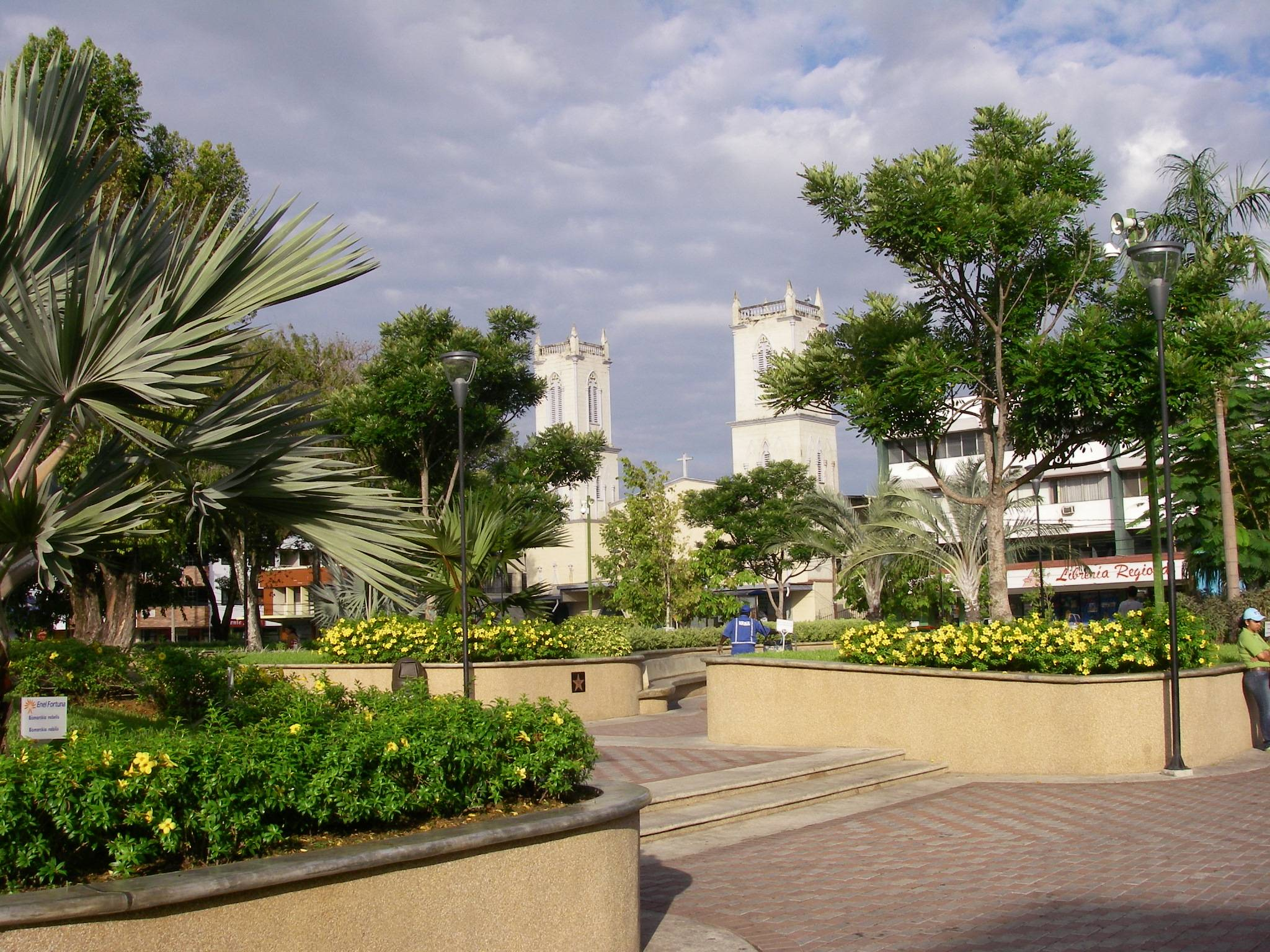
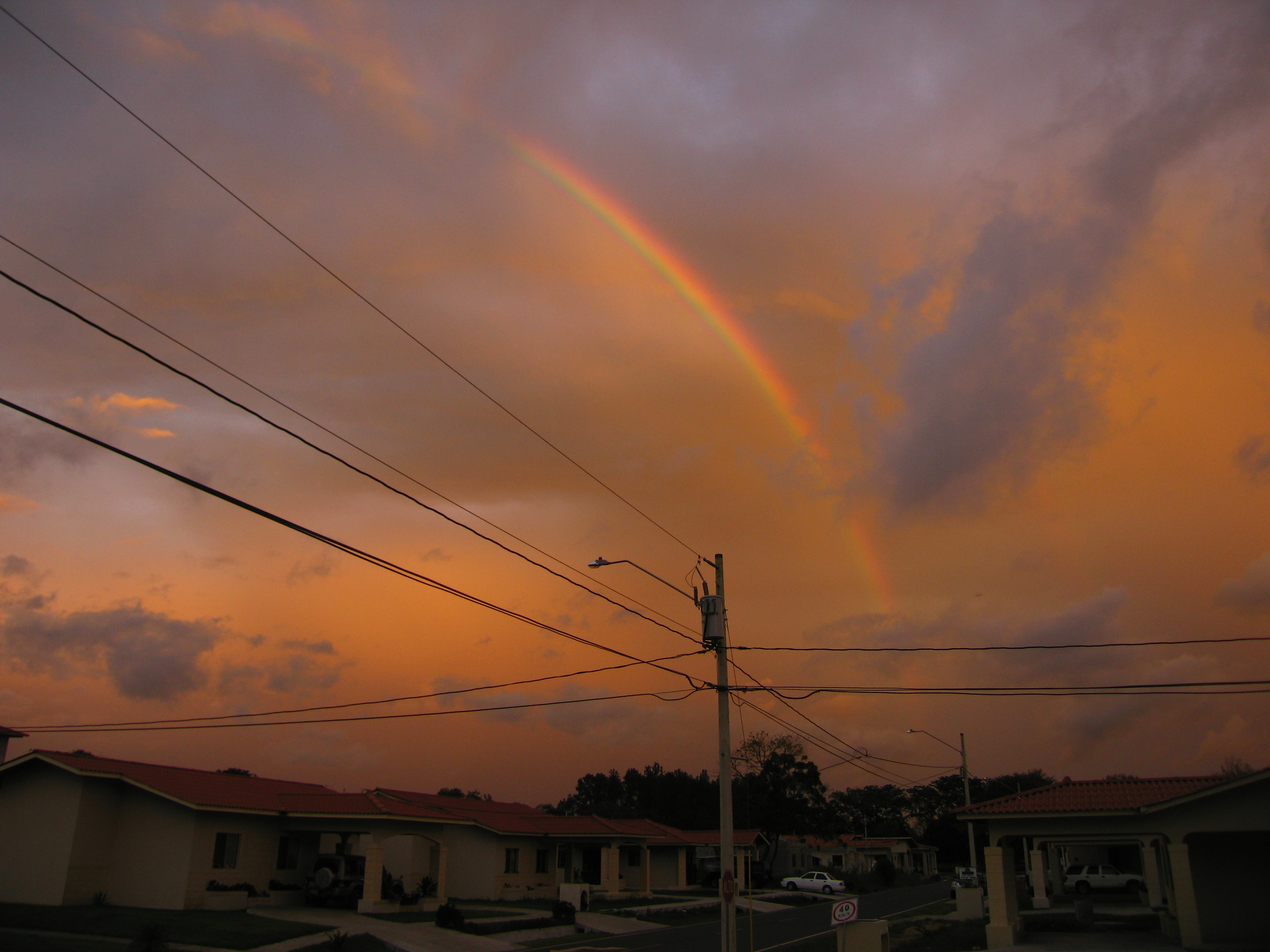
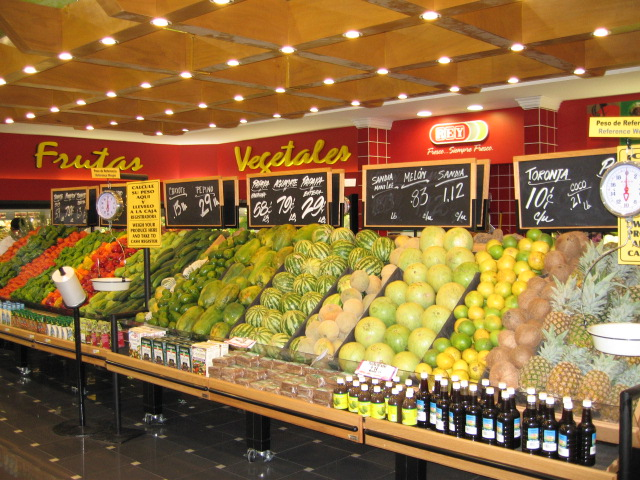
Продуктовий магазин